# NGC 6369
NGC 6369 је планетарна маглина у сазвежђу Змијоноша која се налази на NGC листи објеката дубоког неба.
Деклинација објекта је - 23° 45' 33" а ректасцензија 17h 29m 20,4s. Привидна величина (магнитуда) објекта NGC 6369 износи 11,4 а фотографска магнитуда 12,9. NGC 6369 је још познат и под ознакама PK 2+5.1, ESO 520-PN3, AM 1726-234, CS=14.7.